# イザベッラ・クララ・ダウストリア
イザベッラ・クララ・ダウストリア（イタリア語：Isabella Clara d'Austria, ドイツ語：Isabella Clara von Österreich, 1629年8月12日 - 1685年2月24日）は、マントヴァ公カルロ2世の妻。オーストリア大公レオポルト5世と妃クラウディア・デ・メディチの次女として、インスブルックで生まれた。

## 生涯
1649年、カルロ2世と結婚した。2年後の1651年には、カルロ2世の妹エレオノーラと神聖ローマ皇帝フェルディナント3世が結婚しており、ハプスブルク家とゴンザーガ家の二重の縁組みとなった。1652年、一人息子フェルディナンド・カルロをもうけるが、1665年にカルロ2世が急逝。以後、フェルディナンド・カルロが成人するまで摂政を務めた。